# جق‌جق علیا
جِق‌جِق علیا یک روستا در ایران است که در دهستان یورتچی شرقی واقع شده‌است. جق‌جق علیا ۲۵ نفر جمعیت دارد.